# 朱登铨
朱登铨（1939年—），男，江苏常州人，中华人民共和国政治人物，曾任中华人民共和国水利部副部长。